# Ski-Klub Bad Reichenhall
Der Ski-Klub Bad Reichenhall e. V. (SK Bad Reichenhall) ist ein Wintersportverein aus Bad Reichenhall. Er ist in die Abteilungen Alpin und Snowboard untergliedert.

## Geschichte
Der SK Bad Reichenhall wurde 1923 gegründet, als auch die Predigtstuhlschanze in Bayerisch Gmain errichtet wurde. Diese Skisprungschanze mit einem K-Punkt von zuletzt 90 Metern befand sich am sog. Birkelfeld südlich der heutigen Theo-Birkel-Straße. Der Skiklub organisierte in den 1950er Jahren mehrere Wettkämpfe, zu denen bis zu 10.000 Zuschauer kamen.
Nach dem Ende des Zweiten Weltkriegs wurde der Ski-Klub durch Sepp Ertl, Willi Reinfrank, Josef Grimbold, Max Eberhard und Franz Gillitz wiederbegründet. 1946 wurde – in Erinnerung an den talentierten Rennläufer Josef „Pewo“ Pertsch – der erste Pewo-Pertsch-Lauf auf dem Hochschlegel im Lattengebirge durchgeführt.
Am 25. April 1948 wurde der Anderl-Hinterstoißer-Gedächtnislauf zum ersten Mal durchgeführt. Mitte der 1990er Jahre wurde der Skiklub durch die Abteilung Snowboard erweitert.

## Veranstaltungen
Einmal jährlich veranstaltet der SK Bad Reichenhall eine Clubmeisterschaft im Riesenslalom, die seit einigen Jahren auch zusätzlich als Bad Reichenhaller Stadtmeisterschaft ausgeschrieben wird. Üblicherweise werden die Rennen an den Wildalmliften im knapp 30 km entfernten Heutal im Salzburger Pinzgau ausgetragen. In unregelmäßigen Abständen fanden die Rennen auch im Skigebiet auf dem Predigtstuhl in Bad Reichenhall statt, seit der Einstellung des Liftbetriebs dort nutzt man üblicherweise die Liftanlagen im Heutal.
Ebenfalls am Predigtstuhl wurde ab 1946 bis in die späten 1960er Jahre der Pewo-Pertsch-Lauf ausgetragen. Auch überregional bekannte Rennläufer nahmen an diesem Riesenslalom mit zwei Durchgängen teil. Einer der Gewinner war Wolfgang Bartels. Die Rennen wurden meist am Josefitag, dem 19. März veranstaltet.
In den 1950er Jahren organisierte der Skiklub Wintersportwochen mit Langlauf, Nachtskirennen und Skispringen. 1958 wurde den die Bayerischen Jugendskimeisterschaften ausgerichtet.

### Anderl-Hinterstoißer-Gedächtnislauf

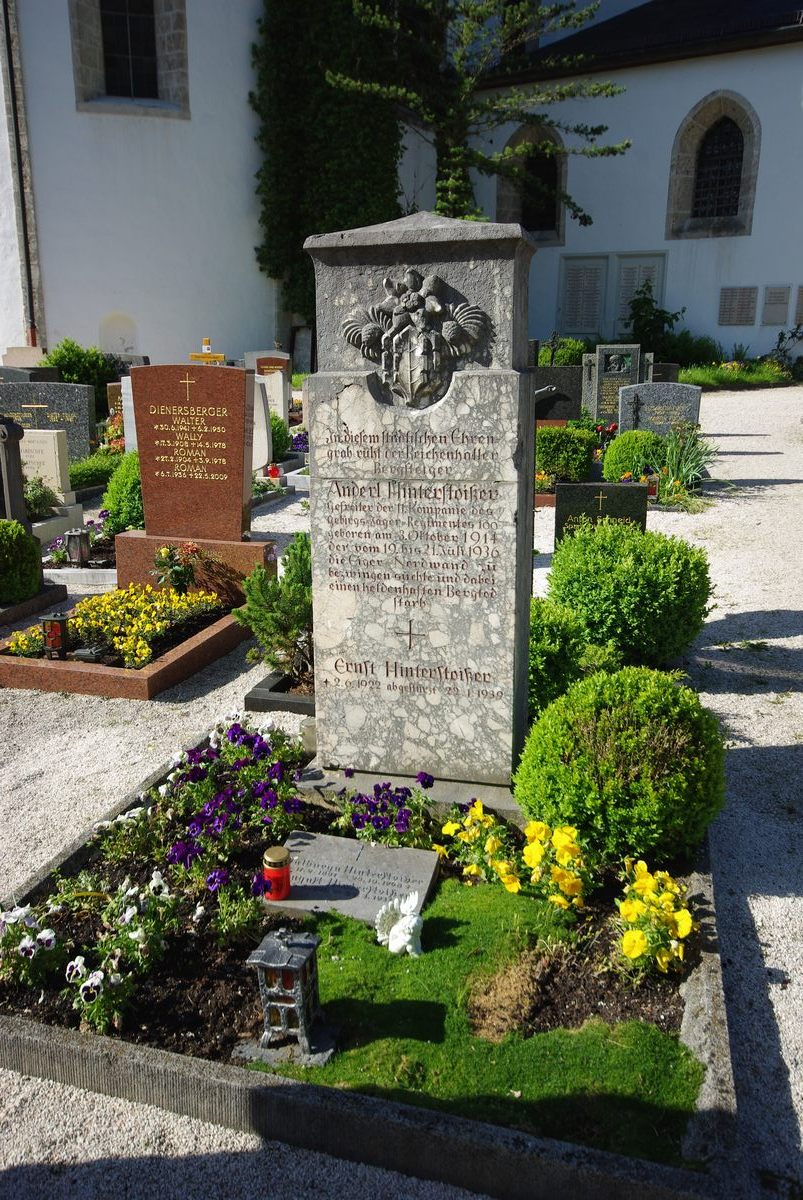
Ehrengrab von Anderl Hinterstoißer auf dem Friedhof St. Zeno

In Erinnerung an den 1936 in der Eiger-Nordwand tödlich verunglückten Anderl Hinterstoißer wurde bereits 1938 am Watzmannkar ein Hinterstoißer-Kurz-Gedächtnislauf ausgetragen. Nach Kriegsende wurde der heutige Anderl-Hinterstoißer-Gedächtnislauf auf Initiative der Mitglieder Franz Gillitz und Luck Kneißl ins Leben gerufen. Als Austragungsort wählte man die Reiter Alm, weil Hinterstoißer dort viel Zeit beim Klettern verbracht hat. Der Lauf, der üblicherweise von Mannschaften mit drei Teilnehmern absolviert wird, umfasst die drei Disziplinen Skibergsteigen, Ski Alpin und Skilanglauf. Der Start erfolgt am Sattel unterhalb des Wagendrischelhorns, nach einer Abfahrt und einem Anstieg auf den Plattlkopf fährt der zweite Teilnehmer durch die Steinberggasse ins Reitertrett, wo der dritte Teilnehmer auf dem Hochplateau zum Ziel bei der Traunsteiner Hütte läuft. Beim ersten Rennen am 25. April 1948 waren 15 Mannschaften am Start. Bei schlechten Witterungsbedingungen mit Gewitter, Sturm, Hagel und dichtem Nebel gewann die Mannschaft vom SK Rosenheim mit Peter Wiede, Anderl Loferer und Sepp Folger vor der Mannschaft des SK Bad Reichenhall mit Anderl Wimmer, Ernst Grübl und Franz Schifferer. Laut der Reportage des Südostkuriers bezeichneten die Aktiven das Rennen zwar als eine „Mordsviecherei, aber pfundig“. Nachdem 1953 mit nur fünf teilnehmenden Mannschaften ein Negativrekord aufgestellt wurde, dachte man beim SK Bad Reichenhall bereits darüber nach, den Anderl-Hinterstoißer-Gedächtnislauf nicht mehr auszutragen. Man entschied sich dagegen und 1957 nahmen wieder 23 Mannschaften teil. Die Meistbeteiligung wurde 1974 mit 57 Mannschaften erreicht.
1957 nahm mit dem ASK Vorwärts Oberhof fast die gesamte Nationalmannschaft nordisch und alpin der DDR teil.
Mit der wachsenden Popularität der Veranstaltung nahmen auch bekannte Wintersportler am Anderl-Hinterstoißer-Gedächtnislauf teil. So waren im Laufe der Jahre unter anderem Walter Demel, Wolfgang Pichler, Peter Angerer, Peter Schlickenrieder, Tobias Angerer, Jens Filbrich, Lucas Bögl und Stefanie Böhler mit am Start.
Eine Kuriosität ereignete sich beim Lauf im Jahr 1954. Ludwig Angerer vom SK Schellenberg, der als deutscher Meister im Langlauf über 50 km zu dieser Zeit die Langlaufstrecke dominierte, wartete bei „Regen, Sauwetter und miserablem Schnee“ am Start vergeblich auf seine Mannschaftskameraden. Angerer entschied sich, das Rennen auf allen drei Strecken alleine zu bestreiten. Er lief vom Start bis zum Ziel durch, bewältigte die Abfahrtsstrecke auf Langlaufskiern und belegte als Solostarter hinter der Mannschaft des SC Ruhpolding den zweiten Gesamtrang.

## Bekannte Sportler

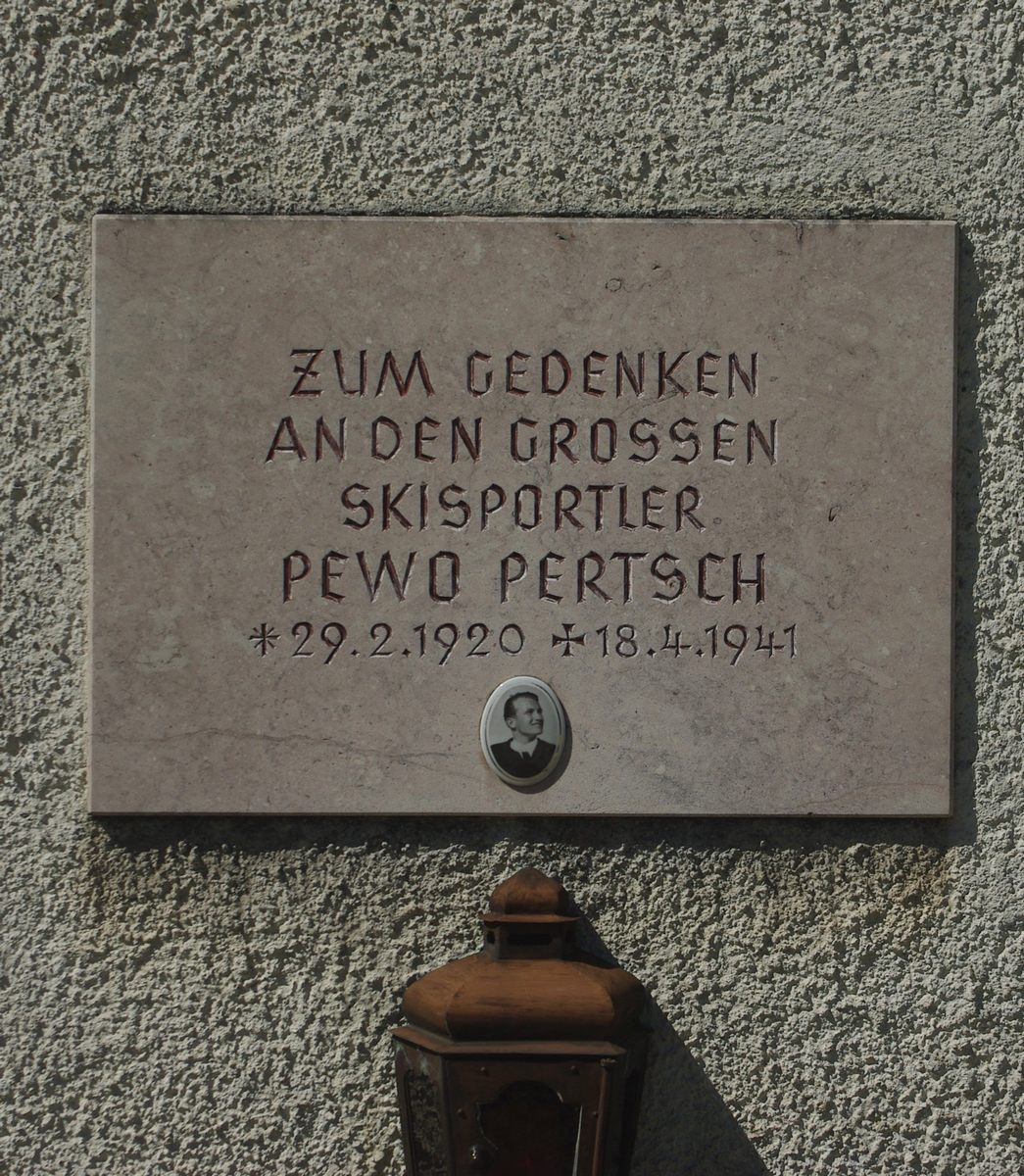
Gedenktafel für Pewo Pertsch auf dem Friedhof St. Zeno

Der bekannteste Sportler des SK Bad Reichenhall ist Anderl Hinterstoißer, der gemeinsam mit seinem Freund Toni Kurz in den 1930er Jahren mehrere Erstbegehungen in den Berchtesgadener Alpen absolvierte. Beide verunglückten im Juli 1936 bei einem Ersbegehungsversuch in der Eiger-Nordwand. In Gedenken an das ehemalige Mitglied veranstaltet der SK Bad Reichenhall seit dem 25. April 1948 regelmäßig den „Anderl-Hinterstoißer-Gedächtnislauf“.
Ein weiterer Sportler aus der Anfangszeit des SK Bad Reichenhall ist Josef „Pewo“ Pertsch, der am 9. April 1941 im Alter von 21 Jahren am Fuß des Olymp in Griechenland fiel. Nachdem Pertsch 1937 Abfahrts- und Torlaufsieger der Hitlerjugend wurde, gewann er ein Jahr später die Jugendwertung des Lauberhornrennens im Slalom und wurde damit auch Schweizer Jugendmeister. Ebenfalls 1938 gewann er den Torlauf in Garmisch-Partenkirchen, wurde Fünfter in der Kombination bei den Alpinen Skiweltmeisterschaften 1938 in Engelsberg, wurde Jugendmeister in Sestriere, gewann den Königs- und Jugendpokal und wurde Erster bei einem Skirennen in Hohenelbe. In Sestriere schlug Pertsch damals den späteren Olympiasieger und mehrfachen Weltmeister Zeno Colò auf dessen Hausstrecke. 1939 wurde Pertsch in Neustadt Deutscher Jugendmeister und Sieger des Großen Preises von Nizza. Pertsch hält bis heute den Rekord auf der Nordabfahrt des Predigtstuhls mit einer Zeit von 6 Minuten und 42 Sekunden.
Regina Häusl gewann die Abfahrtswertung der Saison 1999/2000 im Alpinen Skiweltcup. Sie ist zudem zweifache Olympiateilnehmerin und zweifache Junioren-Weltmeisterin.
Der Silbermedaillengewinner der Olympischen Winterspiele 2010 in Vancouver Michael Neumayer war Mitglied des SK Bad Reichenhall, bevor er zum Skispringen und zum SK Berchtesgaden wechselte.

## Sonstiges
Der SK Bad Reichenhall besitzt im etwa 30 km von Bad Reichenhall entfernten Heutal im Salzburger Pinzgau eine eigene Hütte.
Martin Niederberger war Mitglied des SK Bad Reichenhall und kam am 11. November 2000 bei der Brandkatastrophe der Gletscherbahn Kaprun 2 ums Leben. Er begleitete als Betreuer einige Nachwuchsathleten des DSV zum Training auf dem Kitzsteinhorn.